# Tan Cheng Lock
Tan Cheng Lock (jawi :  تن چيڠ لوچق, chinois simplifié : 陈祯禄 ; chinois traditionnel : 陳禎祿 ; pinyin : Chén Zhēnlù ; pe̍h-ōe-jī : Tân Cheng-lo̍k) était un homme d'affaires sino-malaisien et une figure publique importante dans la défense des droits des Chinois de Malaisie, ayant notamment été le fondateur et premier président de l'Association des Chinois de Malaisie, un parti politique malaisien.

## Biographie
Tan Cheng Lock est né à Malacca dans une famille baba-nyonya présente depuis cinq générations. Son grand-père, immensément riche, refusa toujours de léguer sa fortune à ses enfants, ce qui dévasta le père de Tan Cheng Lock.
Tan Cheng Lock fit ses études à la Malacca High School (en), où il obtint une bourse lui permettant d'intégrer la Raffles Institution, le plus ancien lycée de Singapour, où il commença ensuite une carrière d'enseignant qu'il saborda vite, préférant travailler dans le secteur du caoutchouc, où il fit fortune.
En 1912, il fut nommé commissaire du Conseil de Malacca et juge de paix par le gouvernement britannique. Quelques mois plus tard, il fut également nommé commissaire du conseil municipal pour les villes et le port de Malacca. En 1914, il ressuscita la Compagnie chinoise du Corps de volontaires de Malacca et servit en tant que soldat pendant cinq ans jusqu'en 1919. En 1915, il relança l'Association britanno-chinoise des détroits (SCBA) où il fut élu président. En 1923, à l'âge de 40 ans, on le nomma membre du Conseil législatif des colonies des détroits, le Legislative Council of the Straits Settlements (en).
En 1926, Tan est entré dans l'histoire avec son discours sur l'idéal d'une Malaisie territorialement et politiquement. Comme de nombreux Chinois de son temps nés dans le détroit, Tan aimait la Grande-Bretagne mais il était aussi profondément influencé par les idées d'indépendance qui balayaient de nombreuses colonies britanniques. Il a défendu le concept d'une "Malaisie britannique unie et autonome". 
De 1933 à 1935, il fut membre officieux du Conseil exécutif des colonies des détroits. Il se fit le champion de causes sociales comme l'opposition à la consommation de l'opium, la promotion de l'éducation en langue chinoise, la législation contre la polygamie et la réforme de la politique d'immigration. Pendant l'occupation japonaise de la Malaisie, Tan et sa famille ont vécu en exil en Inde, où ils furent les témoins des luttes du Mahatma Gandhi et du Pandit Jawaharlal Nehru pour l'indépendance de leur pays, ce qui les inspira.
Tan est retourné à Malacca après la capitulation des Japonais. Le 27 février 1949, Tun Tan a fondé l'Association des Chinois de Malaisie aux côtés de Leong Yew Koh (en) (chinois : 梁宇皋 ; pinyin : Liáng Yǔgāo) et du colonel Henry Lee Hau Shik (en). Bien qu'il ait 66 ans lorsqu'il est élu à ce poste, Tan Cheng Lock était considéré comme le seul homme capable de rassembler les Chinois de Malaisie dans une période délicate.
Les années d'après-guerre furent un moment difficile et dangereux pour la communauté, les Chinois étant profondément divisés et leur loyauté étant mise à l'épreuve. Parmi eux, seul Tan avait la stature nécessaire pour rassembler et s'engager avec des Malais de haut rang tels que Onn Jaafar (en) et Tunku Abdul Rahman à un moment où des changements constitutionnels étaient imminents dans le pays. Fortement anticommuniste, il avait également la confiance des responsables coloniaux britanniques. Il a rejoint les dirigeants malais - d'abord par le biais du Conseil d'action commune de tous les Malais (All-Malaya Council of Joint Action (en)), qu'il a présidé, puis du Comité de liaison des communautés  (Communities Liaison Committee (en)) dirigé par E. E. C. Thuraisingham (en) pour lutter en faveur du changement constitutionnel et œuvrer à la coopération interethnique.
L'Association des Chinois de Malaisie s'est joint à l'Organisation nationale des Malais unis pour former l'Alliance, précurseur du Barisan Nasional. Cependant, certains n'étaient pas d'accord pour dire qu'il a agi dans l'intérêt des Chinois de Malaisie, car ils estimaient que la marginalisation des Chinois de Malaisie n'aurait pas été aussi grave si les Britanniques avaient régné, citant Hong Kong comme exemple.
La création de la fédération de Malaisie ne fut pas bien accueillie par les sino-malaisiens, et il y eut un retrait des conditions favorables à l'obtention de la citoyenneté pour les Chinois et les autres non-Malais. L'Association des Chinois de Malaisie souleva fréquemment des griefs concernant les conditions de citoyenneté fixées lors de la création de la Fédération. En conséquence, des tensions communautaires entre Malais et Chinois ont fait surface, et Onn Jaafar, qui dirigeait alors l'UMNO, garda ses distances avec Tan Cheng Lock, qui connut aussi des difficultés pour rencontrer le sultan Ibrahim de Johor, qui n'était pas habitué à travailler avec des Chinois.